# Hiltunen
Hiltunen är en sjö i kommunen Kuusamo i landskapet Norra Österbotten i Finland. Arean är 19 hektar och strandlinjen är 2,96 kilometer lång.  Den  ingår i Ijo älvs huvudavrinningsområde.  Sjön ligger omkring 170 kilometer nordöst om Uleåborg och omkring 640 kilometer norr om Helsingfors. 
I sjön finns ön Hiltusenlamminsaari. 